# پ‌پ-۲۰۰۰

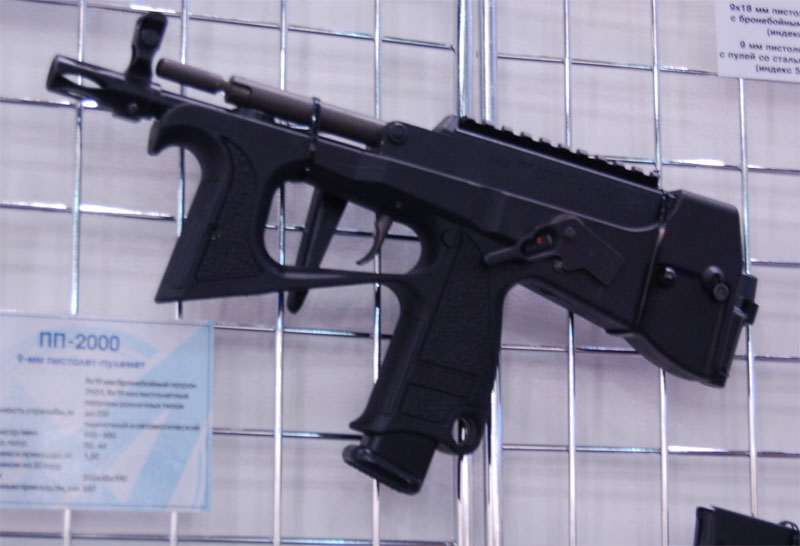
تصویری از پ پ ۲۰۰۰

پ‌پ-۲۰۰۰ (به روسی: ПП-۲۰۰۰) نوعی مسلسل دستی یا تپانچه اتوماتیک است که توسط دفتر طراحی کارخانه ابزارسازی تولا تولید می‌شود و قرار است جایگزین سلاح کلاشنیکف در کادر کمکی نیروهای روسیه گردد. تولیدکنندگان ادعا می‌کنند که پ پ-۲۰۰۰ سلاحی سبک، به اصطلاح جمع و جور، مطمئن و از نظر استفاده ساده‌است در حالیکه تفنگ کلاشنیکف بسیار سنگین و برای انجام اینگونه وظایف (جهت استفاده کادر کمکی) بی قواره به نظر می‌رسد. تپانچه معمولی نیز از نظر دفاع کم تأثیر و برد تیراندازی آن کوتاه است.

## مشخصات
مسلسل دستی ۹ میلیمتری پ پ-۲۰۰۰ می‌تواند هم به صورت رگبار و هم به صورت تک تیر شلیک کند. برد مؤثر آن تا ۲۰۰ متر بوده و می‌تواند بیش از ۶۰۰ شلیک در دقیقه انجام دهد. وزن بدون خشاب آن با قنداق ۱٬۴ کیلوگرم است. خشاب‌های پ پ-۲۰۰۰ شامل ۲۰ و ۴۴ گلوله بوده و گلوله‌هایی با مرمی ضد زره از جلیقه ضد گلوله دشمن نیز عبور می‌کنند.